# 炸蟹角
炸蟹角（英語：Crab Rangoon，直譯：仰光蟹），由馄饨皮包裹奶油起司、蟹肉或仿蟹肉、葱、蒜等混合馅料炸制而成，通常搭配糖醋蘸酱使用，是美式中餐厅常见的一种小食。炸蟹脚起源于美国，而在传统中餐中并无使用奶油奶酪的习惯。根据Grubhub外送平台2015年的订单数据统计，炸蟹角是美国中餐外卖中第二流行的菜，仅次于左宗棠鸡。

## 历史
炸蟹角没有明确的发明时间。最早可查到的媒体是1950年5月15日的《旧金山纪事报》上，加州奥克兰一家名为Trader Vic's的供应中餐的玻里尼西亞风格餐厅，在菜单上列出了一道名为“仰光蟹”（Rangoon Crab）的菜。1973年，《明尼阿波利斯之星》报纸上刊登了Trader Vic's餐厅制作炸蟹角的食谱。食谱中说明，制作30个炸蟹角的原料包括1磅蟹肉、1磅奶油芝士、少许A1酱、少许大蒜粉、方形馄饨皮和1个蛋黄打。
根据《Atlas Obscura》对Trader Vic's餐厅后人的采访，这道小食的起源和缅甸仰光并无关联，如此取名只是为了听起来有异国情调，且对于英语母语者容易发音。

## 图片集

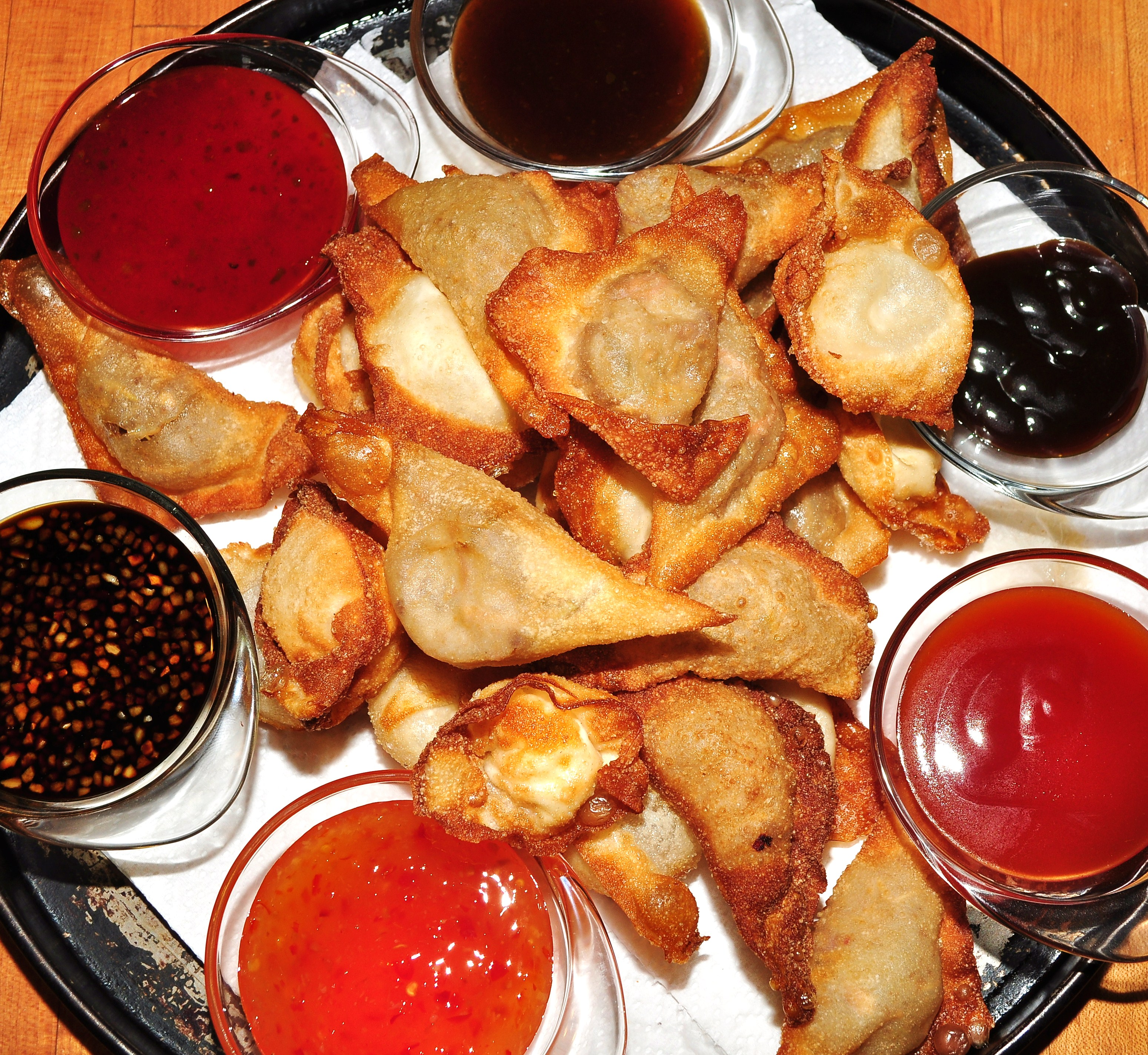
三角形状的炸蟹角
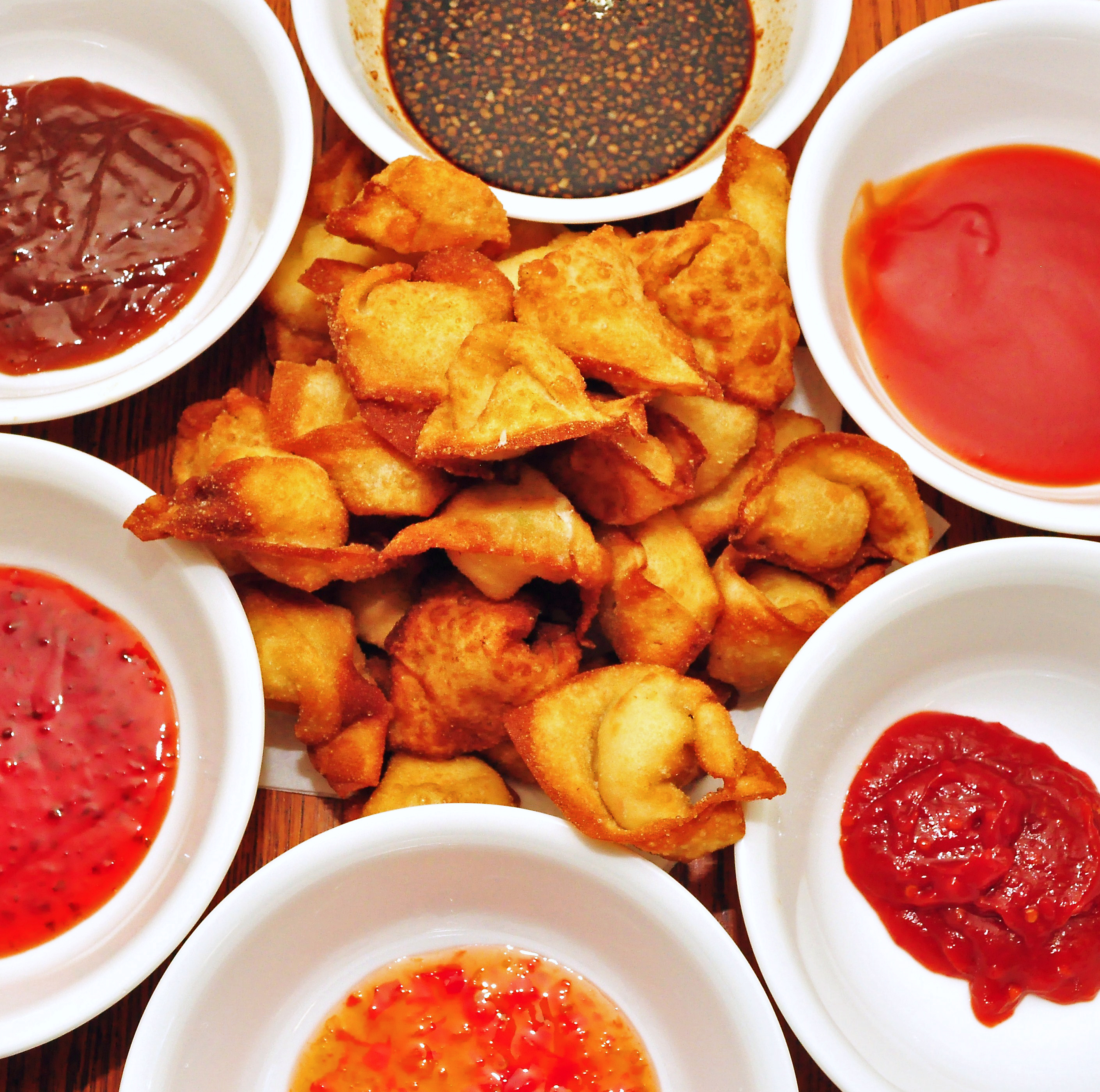
馄饨形状的炸蟹角
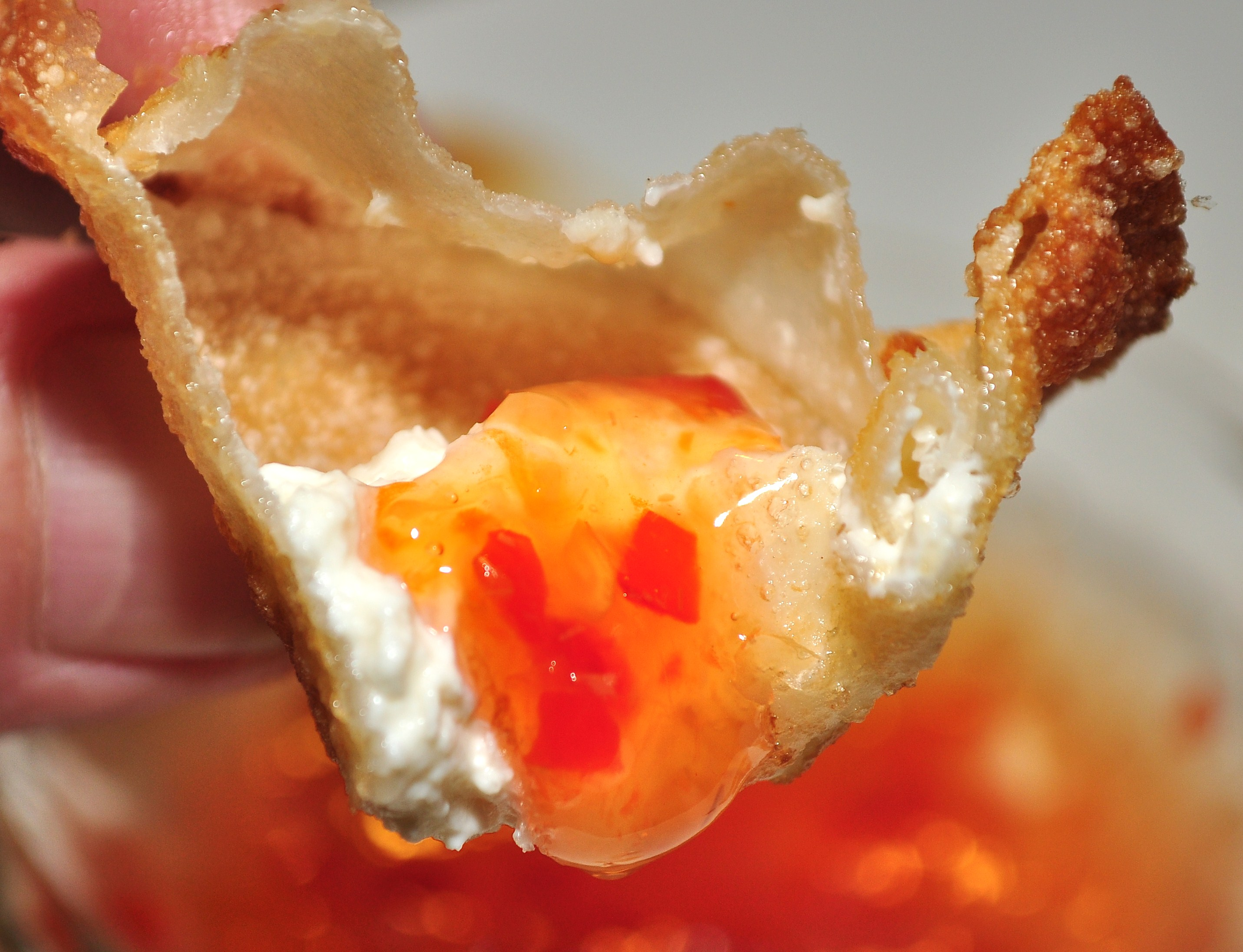
炸蟹角咬开后蘸上酱